# Malá Kopaňa
Malá Kopaňa, ukrajinsky Мала Копаня, maďarsky Alsóveresmart, je obec v okrese Berehovo v Zakarpatské oblasti na Ukrajině. Je součástí Vinohradivské městské komunity. V roce 2025 zde žilo 1380 obyvatel.

## Historie
První písemná zmínka o této obci pochází z roku 1400. Do podepsání Trianonské smlouvy byla ves součástí Uherska, poté byla součástí Československa. V roce 1921 zde žilo 701 obyvatel, z toho 1 Čechoslovák, 687 Rusínů, 8 Maďarů a 5 Židů. V letech 1939–1944 byla obec okupována Maďarskem. Od roku 1945 byla součástí Sovětského svazu, resp. Ukrajinské sovětské socialistické republiky; nakonec od roku 1991 je součástí samostatné Ukrajiny.